# Mašianske skalky
Mašianske skalky byly přírodní rezervace v oblasti Muráňská planina. Nacházely se v katastrálním území obcí Pohorelá a Vaľkovňa v okrese Brezno v Banskobystrickém kraji. Území bylo vyhlášeno či novelizováno v roce 1980 na rozloze 16,93 ha. Ochranné pásmo nebylo stanoveno.
Přírodní rezervace byla k 1. říjnu 2022 zrušena a území bylo zařazeno do systému zón národního parku Muráňská planina.